# Argonautidae
Argonautidae zijn een familie van weekdieren uit de klasse van de Cephalopoda (inktvissen).

## Geslachten
- Argonauta Linnaeus, 1758
- Izumonauta Kobayashi, 1954 †
- Kapal Martin, 1930 †
- Mizuhobaris Yokoyama, 1913 †
- Obinautilus Kobayashi, 1954 †